# Powiat Tsuzuki
Powiat Tsuzuki (jap. 都筑郡 Tsuzuki-gun) – dawny powiat w Japonii, w prefekturze Kanagawa.

## Historia[1]

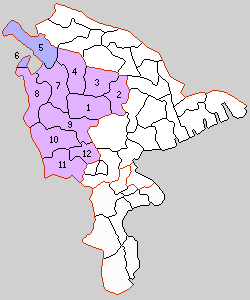
Powiat Tsuzuki (1–12 – 1889 r.)

W pierwszym roku okresu Meiji na terenie powiatu znajdowało 77 wiosek. Powiat został założony 18 listopada 1878 roku. 1 kwietnia 1889 roku powiat został podzielony na 12 wiosek: Miyakoda, Nitta, Nakagawa, Yamauchi, Nakazato, Tana, Niiharu, Tsuoka, Futamatagawa, Nishiya, Kakio i Okagami.
- 1 kwietnia 1927 – wioska Nishiya została włączona w teren miasta Jokohama. (11 wiosek)
- 1 kwietnia 1934 – wioska Miyakoda zmieniła nazwę na Kawawa.
- 30 września 1935 – wioska Kawawa zdobyła status miejscowości. (1 miejscowość, 10 wiosek)
- 1 kwietnia 1939 – miejscowość Kawawa oraz wioski Tsuoka, Futamatagawa, Niiharu, Tana, Nakazato, Yamauchi, Nakagawa, Nitta zostały włączone do miasta Jokohama. Wioski Kakio i Okagami zostały włączone do miasta Kawasaki. W wyniku tego połączenia powiat Tsuzuki został rozwiązany.